# Zimmermannia stipularis
Zimmermannia stipularis là một loài thực vật thuộc họ Euphorbiaceae. Đây là loài đặc hữu của Tanzania.